# أرز صناعي
الارز الصناعي أو الأرز الاصطناعي (بالإنجليزية: Artificial rice) ينتج الأرز الصناعي من الحبوب، وهو مصنوع لكي يشابه الأرز الحقيقي . وعادة ما يصنع من الأرز المكسور ، بالإضافة إلي بعض الحبوب الاخري ، وغالباً ما يدعم بالمغذيات الدقيقة التي تشمل المعادن مثل الحديد والزنك والفيتامينات مثل فيتامين أ وفيتامين ب .

## التصنيع
توجد اًلات صنع الارز لكي تسمح بتشكيل الأرز المكسور أو المكونات الأخرى علي هيئة حبات الأرز الطبيعية . ولكن تجلب عملية تدعيم الأرز العديد من المشكلات التقنية  حيث لا يمكن إضافة المغذيات الدقيقة إلي الألباب ، لأنها لا تظل كما يجب لها أن تكون كما أن الطريقة التقليدية لنقع الأرز وغسيله قبل تحضيره تزيل كل العناصر الغذائية التي تم إضافتها .
وفي عملية البثق الحراري ، فإن طحين الأرز والمغذيات الدقيقة يتحول إلي منتج شبيه بالأرز الطبيعي . حيث أن الفيتامينات و المعادن تظل مغمورة وتكون في حماية من أن يتم عزلها أو إزالتها من خلال تصفيتها أثناء غسيلها قبل التحضير .